# Пјан д'Асино (Перуђа)
Пјан д'Асино је насеље у Италији у округу Перуђа, региону Умбрија.
Према процени из 2011. у насељу је живело 91 становника. Насеље се налази на надморској висини од 252 м.